# Rachele Gilmore
Pour les articles homonymes, voir Gilmore.
Rachele Gilmore est une soprano colorature née à Atlanta. 

## Biographie
A l'école primaire à Atlanta, elle fit partie du chœur des enfants de l'Opéra d'Atlanta, dans Carmen de Bizet. Cette première expérience fut à l'origine de sa passion pour l'opéra. 
Si elle prit des leçons de piano de 6 ans jusqu'au lycée, elle pratiqua également la trompette et la clarinette. C'est vers l'âge de 9 ou 10 qu'elle commença des cours de chant. Participant à la chorale de son école, elle fut remarquée par le directeur lors sa prestation dans Oliver!. C'est pendant cette période qu'elle découvrit de nouvelles sortes de musiques, peu communes dans les banlieues de Géorgie, lui donnant notamment l'occasion de chanter Le Messie et Exsultate, jubilate.
Ce sont toutefois les comédies musicales de son école Anything Goes de Cole Porter et Brigadoon de Alan Jay Lerner et Frederick Loewe qui lui donnèrent un premier aperçu de ce que peut être un rôle principal sur scène.
Elle a fait un début remarqué au Metropolitan Opera le 23 décembre 2009 en remplaçant Kathleen Kim dans le rôle d'Olympia, dans Les Contes d'Hoffmann.

## Parcours
- juin 2007, Paris : Prix Zarzuela à Opéralia
- novembre 2007, Orlando : Zerlina dans Don Giovanni
- mai 2008, Indianapolis : Olympia dans Les Contes d'Hoffmann
- septembre 2008, Düsseldorf : Blondchen dans L'Enlèvement au sérail
- février 2009, New Jersey : Adele dans La Chauve-Souris
- mars 2009, Hartford : Marie dans La Fille du régiment
- juin 2009, Düsseldorf : Blondchen dans L'Enlèvement au sérail
- juillet 2009, Princeton : Blondchen dans L'Enlèvement au sérail
- octobre 2009, Indianapolis : Zerbinetta dans Ariane à Naxos
- décembre 2009, New York : Olympia dans Les Contes d'Hoffmann[2]
- février 2010, Knoxville : Lucia dans Lucia di Lammermoor
- mars 2010, Boston : Zerbinetta dans Ariane à Naxos
- juin 2010, Genève : Alice dans Alice au Pays des Merveilles
- Septembre 2011 Genève : Blonde dans Die Entführung aus dem Serail - L'Enlèvement au sérail
- Septembre 2011 Vichy : Rosine dans Le Barbier de Séville
- Octobre 2013 Lille : Lucia dans Lucia di Lammermoor
- Décembre 2013 Bruxelles : Ophélie dans Hamlet (programmation)
- Février 2014 Bayerische_Staatsoper : Olympia dans Les Contes d'Hoffmann (programmation)
- Mars 2014 Opéra Colorado : Gilda dans Rigoletto (programmation)